# Chaoyangsaurus
Chaoyangsaurus là một chi khủng long, được Zhao X. Cheng Z. & Xu X. mô tả khoa học năm 1999.